# Municipio de Taylor (condado de Lawrence)
El municipio de Taylor (en inglés, Taylor Township) es un municipio del condado de Lawrence, Pensilvania, Estados Unidos. Tiene una población estimada, a mediados de 2021, de 981 habitantes.

## Geografía
Está ubicado en las coordenadas 40°56′51″N 80°21′47″O / 40.94750, -80.36306 (40.947614, -80.363117).

## Demografía
Según la Oficina del Censo, en 2000 los ingresos medios de los hogares eran de $34 511 y los ingresos medios de las familias eran de $39 375. Los hombres tenían ingresos medios por $31 688 frente a $19 167 para las mujeres. Los ingresos per cápita eran de $15 368. Alrededor del 12.1 % de la población estaba por debajo del umbral de pobreza.
De acuerdo con la estimación 2016-2020 de la Oficina del Censo, los ingresos medios de los hogares son de $35 758 y los ingresos medios de las familias son de $40 000. Alrededor del 24.8 % de la población está por debajo del umbral de pobreza.